# Animal de compagnie

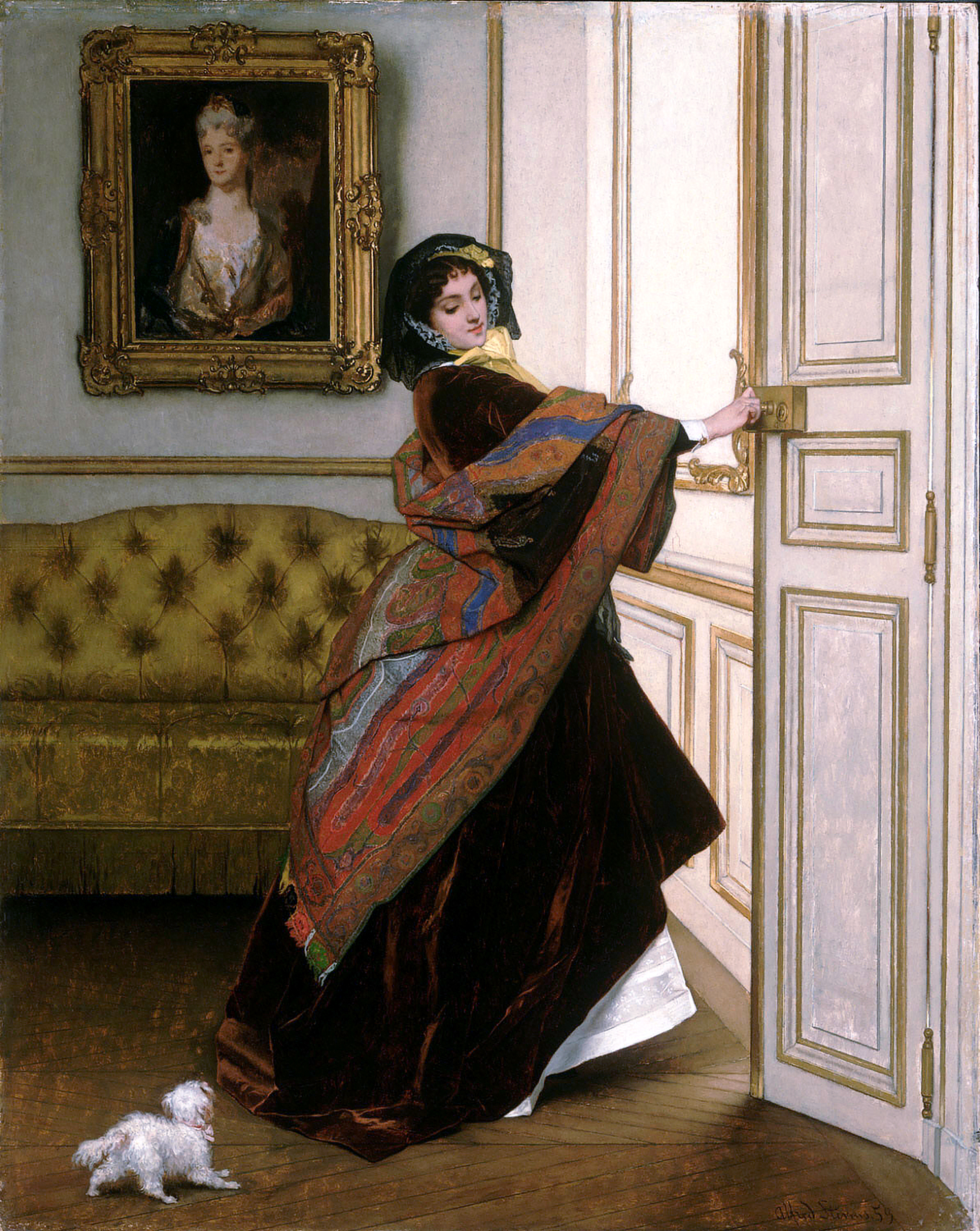
Veux-tu sortir avec moi, Fido ? par Alfred Stevens, 1823. Le chien fut la première espèce animale domestiquée par l'homme, à l'époque du Paléolithique ; d'abord pour la chasse, puis comme compagnon.

Un animal de compagnie est un animal recevant la protection de l'espèce humaine en échange de sa présence, de sa beauté, de sa jovialité ou encore pour ses talents (oiseaux chanteurs, parleurs…). En raison de leur très longue présence aux côtés de l'espèce humaine, ces animaux familiers ont souvent fait l'objet d'une domestication à la suite de leur apprivoisement. Ils se distinguent toutefois des autres cas d'animaux domestiques vivant simplement dans le voisinage de la maison, comme les animaux de travail, et par opposition aux animaux de production utilisés pour leur viande, leur lait ou leurs œufs, telles les vaches ou les poules. Dans les pays occidentaux, les principaux animaux de compagnie sont le chat et le chien qui, avec le furet, sont des animaux classés comme « carnivores domestiques » et donc soumis à une législation particulière.
Depuis les années 1980, on désigne sous le terme « nouveaux animaux de compagnie » (NAC) des espèces qui sont entrées après les années 1970 dans le cercle des animaux de compagnie. Certains de ces animaux, comme le furet, le lapin, divers rongeurs ou animaux de ferme, étaient domestiqués depuis longtemps, mais destinés à un autre usage. D'autres espèces parfois incluses dans les NAC sont en réalité des animaux de compagnie déjà très anciens comme la perruche à collier et la perruche alexandre. De plus cette catégorie, très imprécise, inclus souvent des espèces qui ne sont que des animaux d'agrément ou d'observation et qui ne sont pas véritablement utilisées comme animaux de compagnie, notamment parmi les reptiles, poissons d'aquarium, oiseaux de cage ou de basse-cour, etc. Une partie de ces espèces, très diverses, ne sont d'ailleurs pas domestiquées puisqu'encore souvent prélevées directement dans la nature.
La réglementation diffère d'un pays à l'autre, notamment pour les conditions d'acquisition, de détention, d'importation et d'exportation.

## Histoire

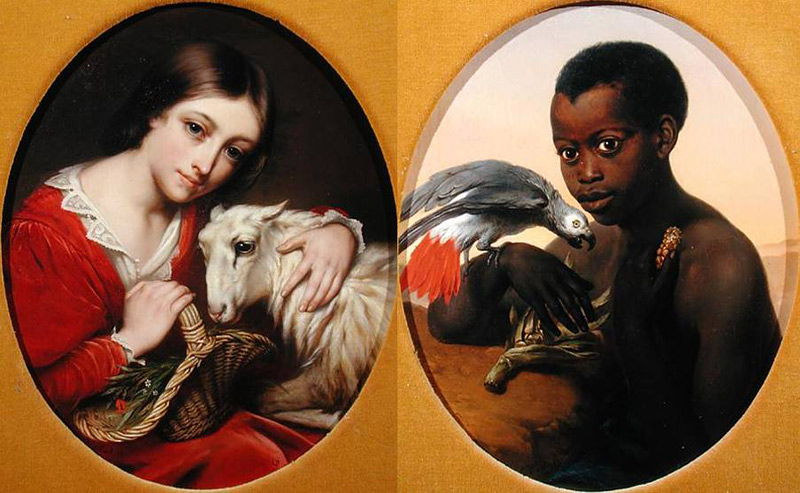
Enfants et leur animal de compagnie respectif,
diptyque peint par Charles Verlat (1824 - 1890)

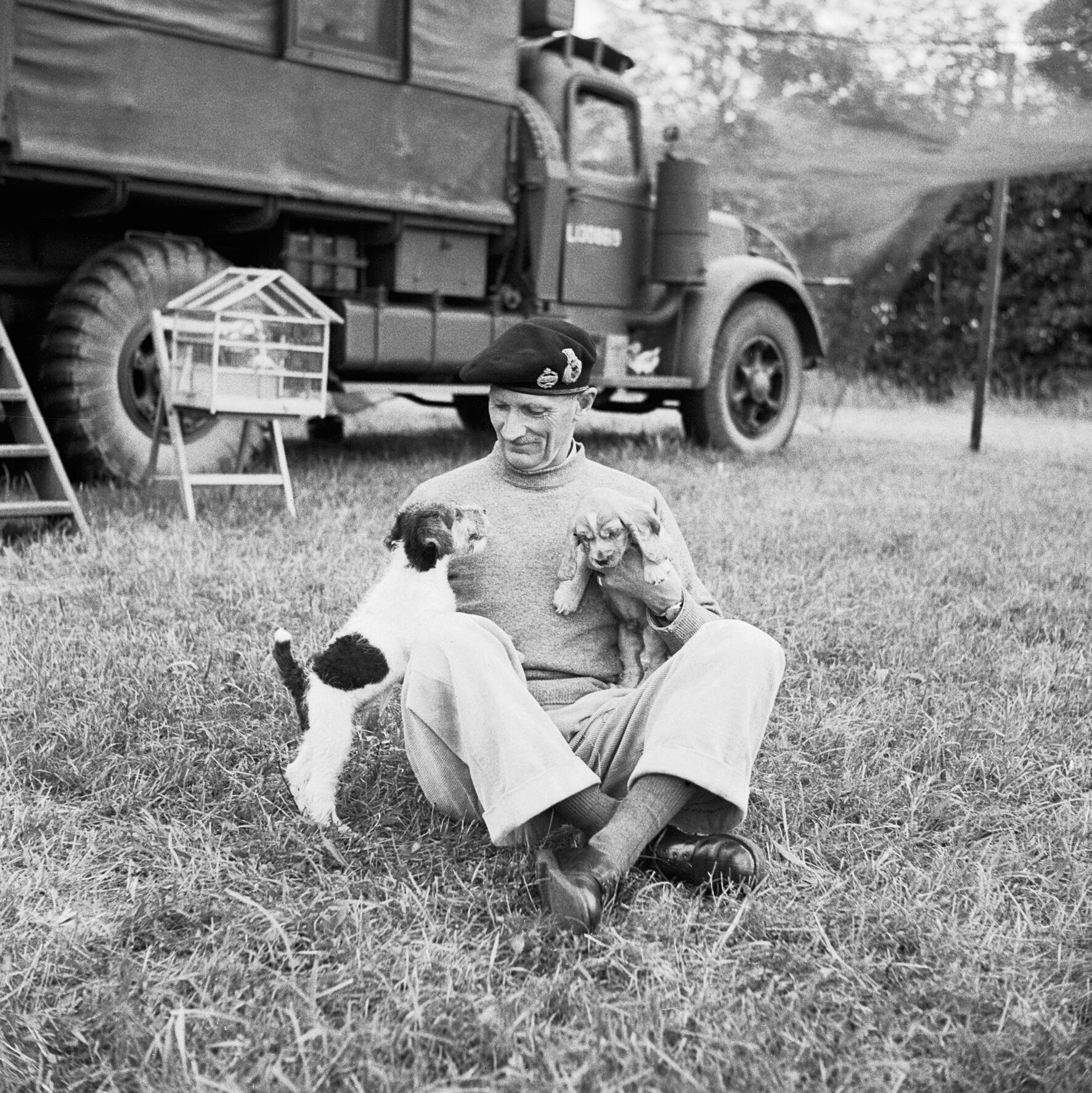
Le général Montgomery le 6 juillet 1944 avec ses jeunes chiens « Hitler » et « Rommel » à Blay où est installé son quartier général mobile pendant une partie de la bataille de Normandie. Derrière-lui, sa cage de canaris avec laquelle il voyage aussi.

Le premier animal de compagnie, le chien, est issu de la domestication du loup. Les chasseurs-cueilleurs ramenant chez eux des louveteaux qu'ils n'ont pas tués les confient probablement à leurs femmes qui les élèvent. D'après le biologiste Ray Coppinger, ce serait peut-être même les loups les plus enhardis qui profitèrent de nos restes, devenant ainsi par la suite de plus dociles compagnons. La mode des animaux de compagnie se développe par la suite dans un contexte colonial (civilisation gréco-romaine, mise en place des empires coloniaux), les colons rapportant des pays conquis des animaux exotiques (singes, perroquets, poissons rouges…) ou de races peu connues en Europe (chats, chiens…).
Vers 1727, avec l'invasion massive du rat gris (qui finit à son tour animal de compagnie) en Europe, les chiens ratiers, comme l'Affenpinscher, prennent la place des chats impuissants face à ce rat plus gros et agressif. Le chat perd ainsi, en partie, son rôle utilitaire de prédateur pour plus devenir progressivement un animal de compagnie en Europe. Sous Louis XV, se développe la mode du « chien de manchon », chien d'une fort petite espèce que les dames portent dans leur manchon, et des « animaux de tendresse ».
Au XIXe siècle, l'animal de compagnie du pauvre est le canari, car il exige peu de nourriture.
Chez les peuples chasseurs-cueilleurs d'Amazonie, il est fréquent de recueillir de jeunes animaux, tels que le pécari, le cabiai ou l'agouti. Une fois apprivoisés, ils vivent en liberté dans la maison et sont les compagnons de jeu des enfants.

## Phénomène de société occidentale

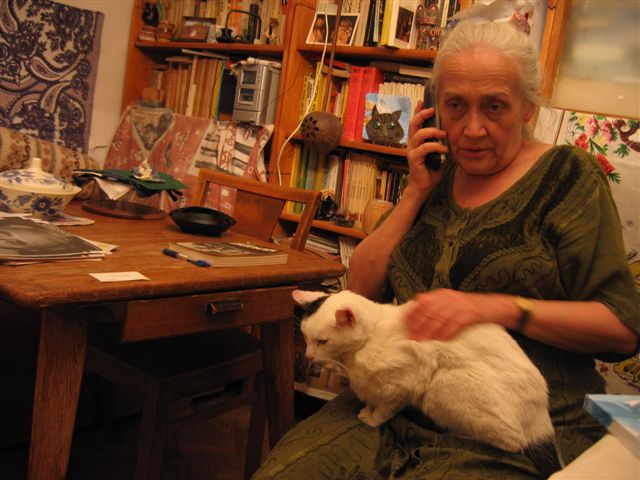
Femme polonaise et son chat.

Dans les sociétés occidentales, les animaux de compagnie sont devenus un véritable phénomène de société, avec le chien et le chat tenant le rôle d'excellence.
En 2006, la proportion de foyers possédant un animal familier était de :
- 68 % environ des ménages des États-Unis sont propriétaires d'animaux de compagnie (statistiques 2017-2018[7]), et plus de la moitié de ces ménages ont plus d'un animal.
- 58 % aux Pays-Bas et au Danemark,
- 52 % en France (en 2008 : 51,2 % et en 2010 : 48,7 %[8]),
- 50 % en Belgique, Irlande, Grande-Bretagne et Italie,
- 35 % en Allemagne,
- 28 % en Espagne,
- 25 % au Portugal,
- 25 % en Grèce.

En 2010, en France, un sondage révèle que 48,7 % des foyers posséderaient au moins un animal de compagnie, chiffre en constante baisse comparé à 2006. Soit 59 millions d’animaux familiers en 2010. Si le nombre de chiens (7,59 millions, -2,86 % depuis 2008), petits mammifères (3 millions, -7 % depuis 2008) et poissons (31,58 millions, -13 % depuis 2008) est en baisse, en revanche le nombre de chats (10,96 millions, +2,6 % depuis 2008) et d'oiseaux (6,04 millions, soit 70,6 % de plus qu'en 2008) augmente.
Le nombre d'oiseaux a retrouvé son niveau d'avant la crise de la grippe aviaire de 2004 qui avait imposé des contraintes d'isolement aux oiseaux de volière, ceux-ci ayant la faveur au détriment de l'oiseau unique en cage. À l'inverse, le poisson rouge unique dans son bocal progresse de 2,8 % entre 2008 et 2010 au détriment de l'aquarium collectif, malgré les campagnes de sensibilisation.
L'animal de compagnie est un objet d'attachement dont la présence est rassurante. Il rompt la solitude et l'isolement social. C'est une aide précieuse pour certaines catégories sociales, notamment les personnes âgées et les enfants.[réf. nécessaire]
En France, en 2010, chiens et chats sont adoptés principalement par des familles de taille moyenne vivant en zone rurale dans une maison avec jardin. Les Français ont moins de chiens, notamment les retraités, car ils désirent désormais pouvoir voyager sans contrainte ou estiment ne pas remplir les conditions pour s'en occuper correctement.
En 2011, la France regroupe la plus grande population d'animaux de compagnie de l'Union européenne, avec 61,6 millions d'animaux.
En 2012, en France, on estime que deux foyers sur trois possèdent un animal de compagnie.

## Liste d'animaux de compagnie
Cette liste est loin d'être exhaustive, car l'acquisition, l'importation et la détention des différentes espèces sont soumises aux réglementations internationales et locales. Elle varie aussi selon les époques et les modes.
Par exemple, le perroquet jaco est quasiment menacé à l'état sauvage à cause des importations excessives et du déboisement ; le furet est totalement interdit en Nouvelle-Zélande, où il constitue une espèce invasive ; on ne peut pas maintenir un hérisson commun en captivité en Europe, alors que c'est un animal de compagnie prisé en Amérique ; il faut obtenir un certificat de capacité pour élever un chien de prairie en France ; le poisson rouge en bocal est interdit à Rome, l'écureuil de Corée (Tamias sibiricus), est interdit en Europe depuis 2016 car c'est un vecteur de maladie s'il est relâché dans la nature. etc.

### Mammifères
- Carnivores domestiques
  - Chien
  - Chat
  - Furet
- Rongeurs : rat, cochon d'Inde, hamster, chinchilla, dègue du Chili, gerbille, souris
- Lagomorphes (cuniculture) : lapin domestique, lapin nain
- Alpaga
- Cheval, âne
- Chèvre naine
- Cochon vietnamien

### Oiseaux
Voir Catégorie : Oiseau de compagnie
- Passereaux : serin (canari), diamant, verdier, mainate
- Psittacidés : perruche, perroquet, cacatoès
- Columbidés : Pigeon biset (Colombophilie), tourterelle, colombe diamant
- Volailles : poule, caille, canard, oie

### Poissons
- Aquariophilie
  - Divers poissons tropicaux ou d'eau de mer (poisson rouge, combattant, guppy, scalaire, discus, corydoras, killie, loche..., etc.). Voir Catégorie : Poisson d'aquarium
  - Poissons de bassin : (Poisson rouge, carpe koï, etc.)

### Reptiles

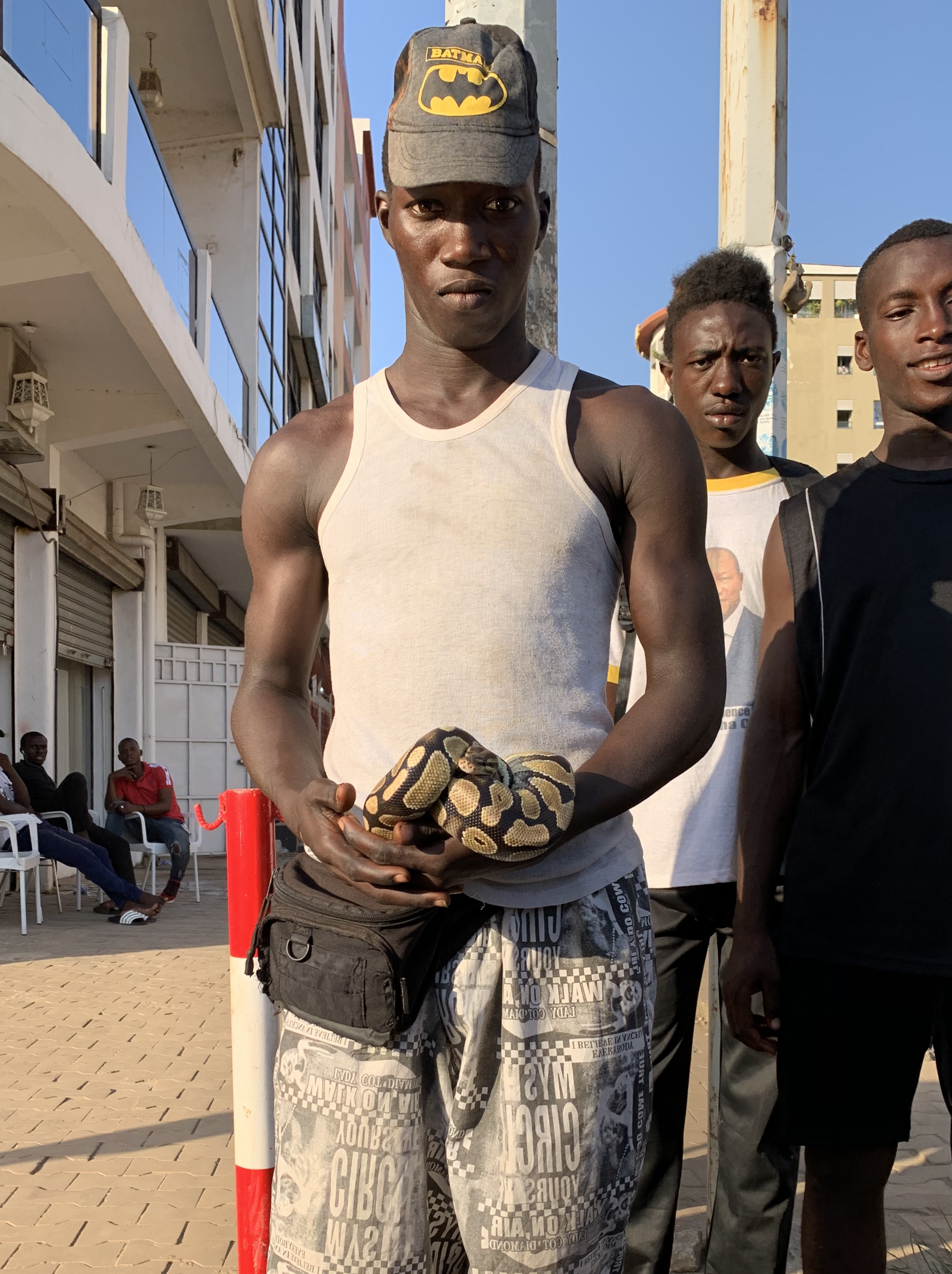
Homme guinéen avec son serpent.

- Lézard
- Serpent
- Tortue
- Gecko

### Amphibiens
- Axolotl
- Grenouille
- Triton

## Marché économique

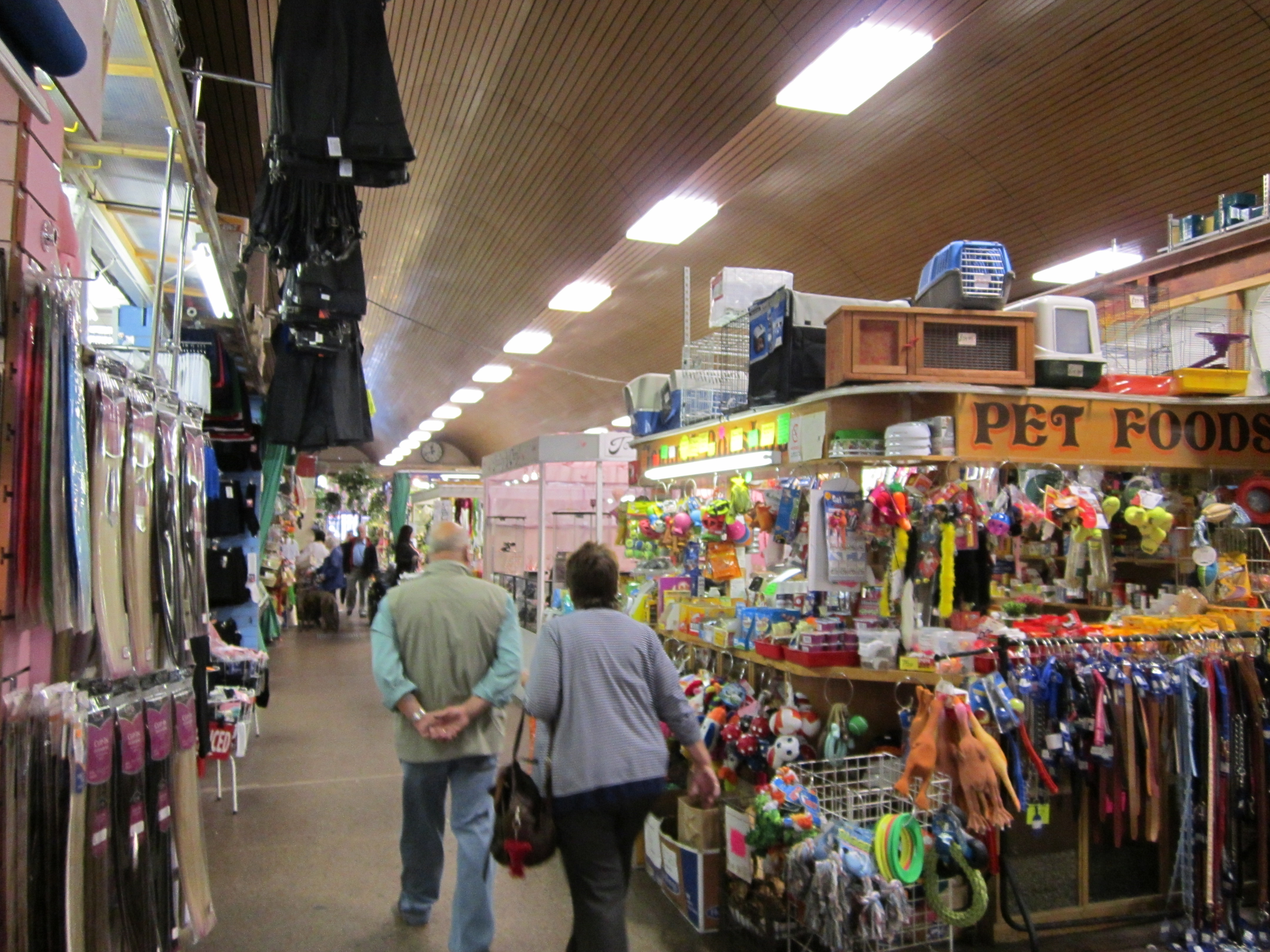
Rayon animaux d'un marché couvert en Angleterre.

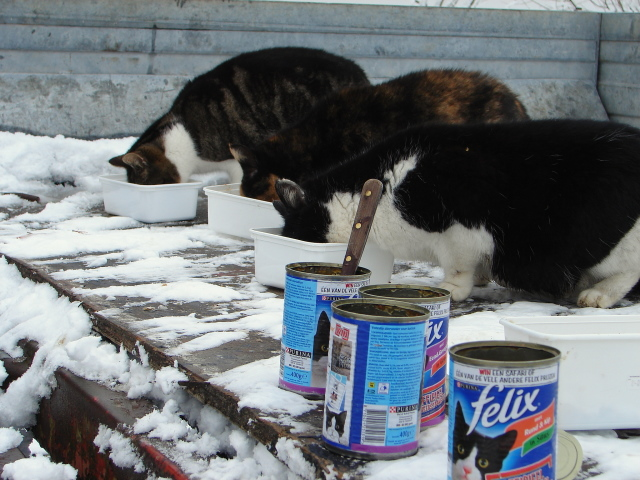
La nourriture pour chats et pour chiens représente le poste de dépense le plus important pour les animaux de compagnie.

Le marché des animaux de compagnie se développe rapidement et touche divers aspects :
- le commerce des animaux eux-mêmes, les animaleries ;
- la distribution d'aliments pour animaux, de plus en plus sophistiqués, qui est de loin le secteur le plus important, surtout la nourriture pour chats et pour chiens ;
- le marché des cages, aquariums, litières et accessoires divers
- la médecine vétérinaire. Les vétérinaires de ville sont désormais bien plus nombreux que les vétérinaires ruraux en France : alors que 85 % des vétérinaires travaillaient en milieu rural en 1972, ils n'étaient plus que 25 % en 2002 et 18 % en 2003[13].
- les consultations comportementales
- le toilettage (essentiellement des chiens),
- les prestations de services 
  - pour la garde des animaux en cas d'absence,
  - pour les assurances soins et maladies,
  - pour l'enterrement des animaux familiers et l'aide psychologique lors du deuil[14].

En 2013, la valeur marché mondial des animaux de compagnie est estimée à 53 milliards d'euros.
Au Japon, en 2011, le marché des animaux de compagnie est le deuxième au monde après les États-Unis, dont un tiers consacré à l'alimentation. Il est estimé à environ 10 milliards d’euros (1 137 milliards de yens), soit 170 euros (19 000 yens) par foyer japonais et par an. C'est un marché en pleine expansion depuis 2002 pour répondre aux besoins des 29 millions d'animaux de compagnie, nombre qui devrait encore s'accroître avec une préférence pour les petits chiens mais aussi d'autres animaux comme les insectes dont 600 000 individus sont importés par an. Assurances, aliments diététiques, produits de soins et de toilettage connaissent par conséquent un véritable boom.
En France, en 2009, le marché des animaux de compagnie était estimé à 3,5 milliards d'euros par an. En 2010 les français ont dépensé en moyenne 800 € pour leurs chiens et 600 € pour leurs chats et ils ont acheté sur Internet 2,1 % de l'alimentation animale et 5,9 % des accessoires. En 2016, seulement 6 % des animaux de compagnie sont assurés en France (contre 80 % dans d'autres pays européens), majoritairement les chiens et les chats.
Ce commerce engendre en outre un des plus importants en volume fiduciaire trafic illégal.

## Risques sanitaires et identification
Les animaux de compagnie peuvent être porteurs de parasites ou infecter d'autres espèces animales voire l'homme (zoonose). Leur détention ou leur passage aux frontières sont très souvent réglementés et des documents officiels avec des certificats vétérinaires peuvent être réclamés au propriétaire par les autorités des pays concernés.
Une identification des animaux est souvent requise, par baguage, puce électronique sous-cutanée, boucle, etc.
En France, il faut un certificat de capacité pour l'entretien d'animaux d'espèces non domestiques.
Certains spécialistes comme les médecins allergologues de l'ARCAA rappellent que les animaux de compagnie peuvent être impliqués dans les allergies des patients. Par exemple, les urines ou la salive du chat peuvent contenir des allergènes qui entraînent des crises d'Asthme. On parle d'effet cocktail quand un environnement chargé en COV associé aux allergènes de l'animal amplifie le risque de réaction allergique. Pour faire face à ces risques, il convient donc de minimiser les polluants intérieurs si on a un animal chez soi.[pertinence contestée]

### Voyages, importation et exportation

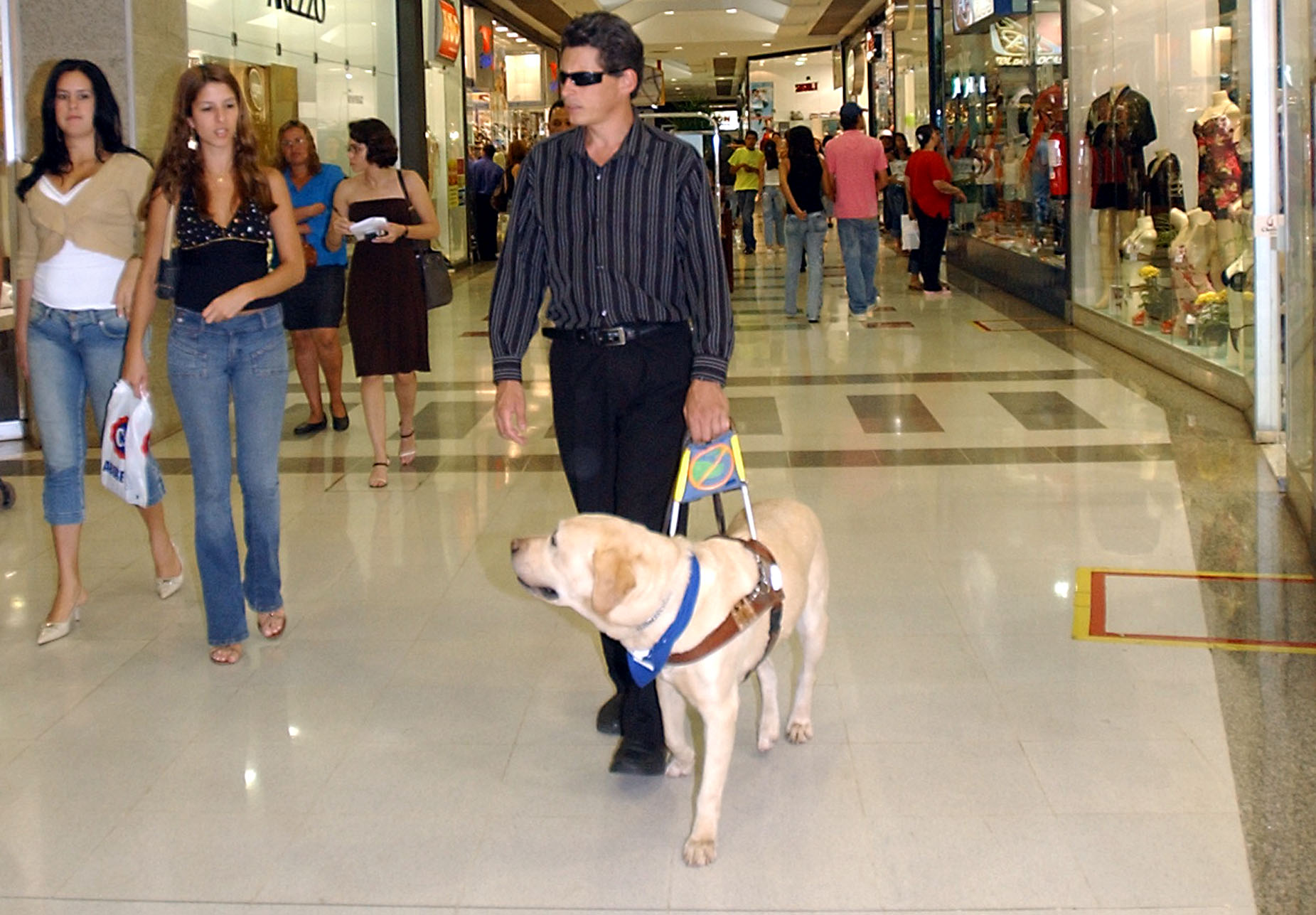
Le chien guide d'aveugle bénéficie d'un statut particulier dans les lieux publics.

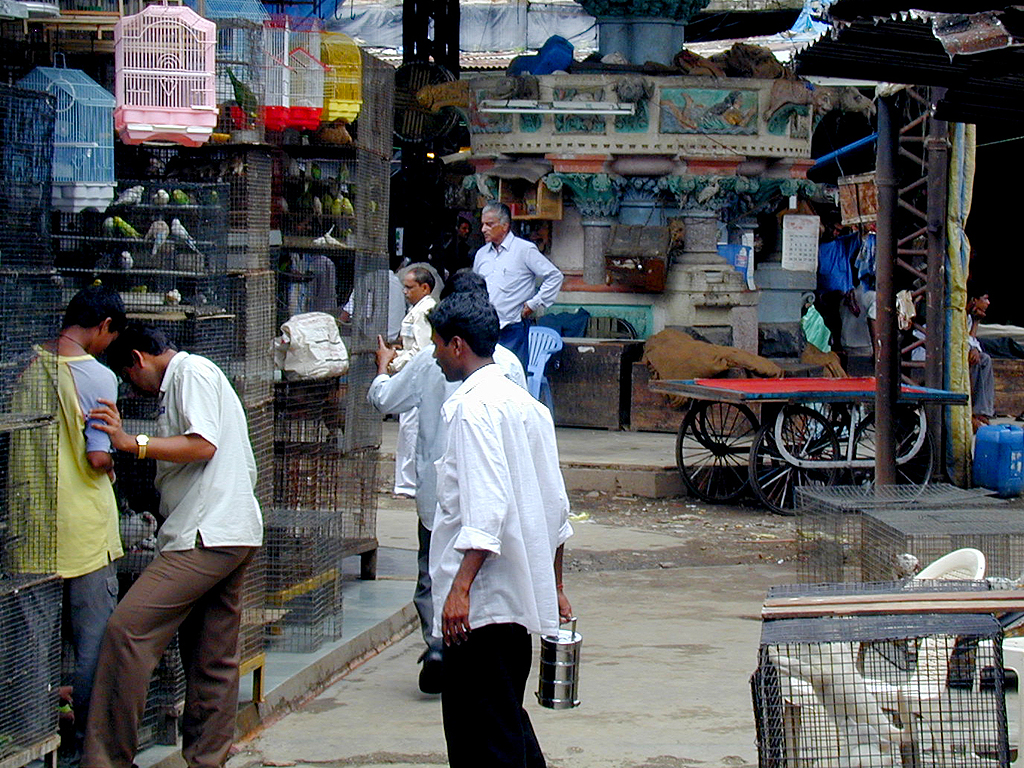
Animaleries sur le marché de Bombay.

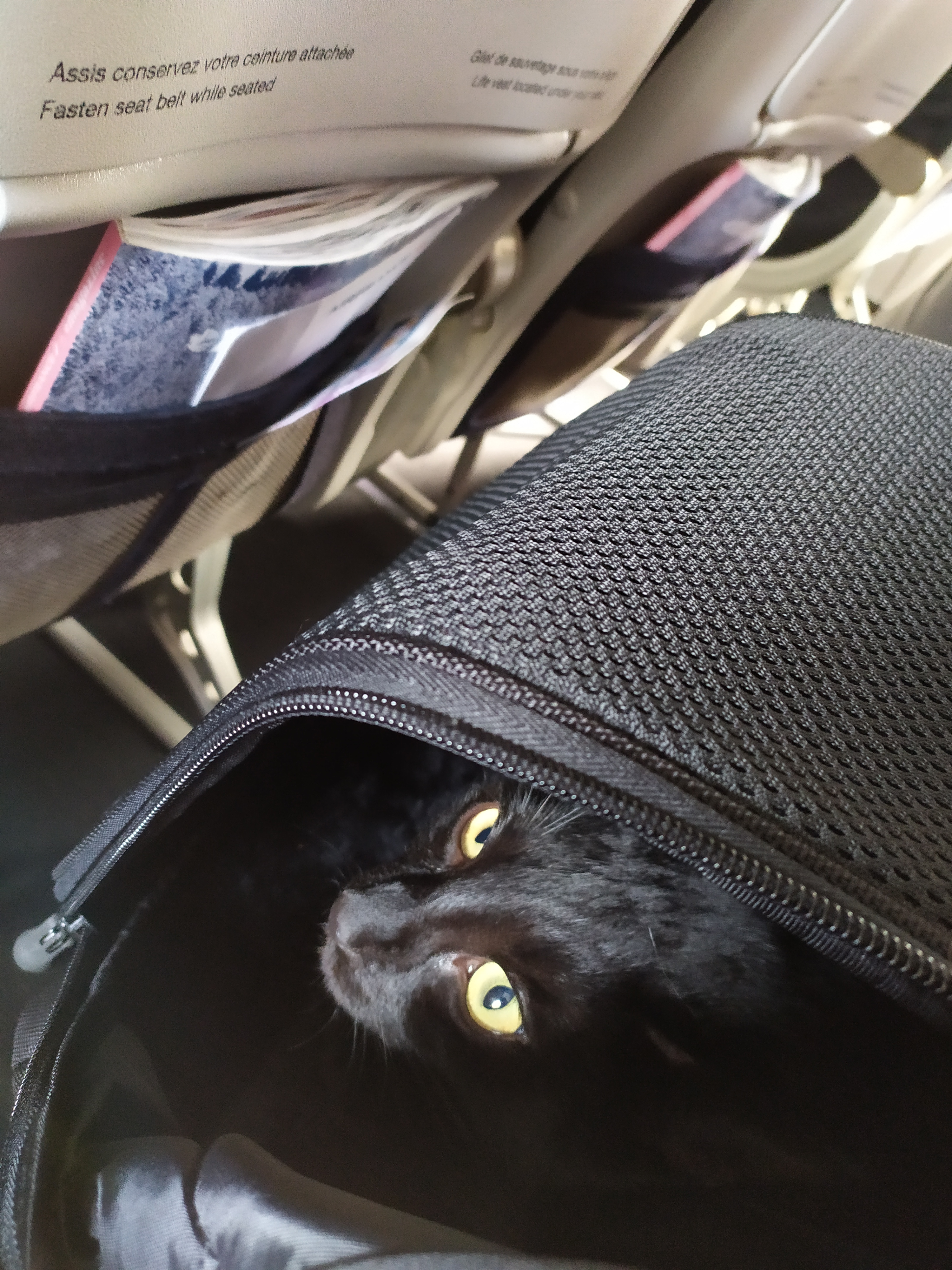
Chat voyageant en cabine sur un vol Air France.

Les animaux vivants sont susceptibles d'agression, de véhiculer des maladies graves (rage ou la grippe aviaire) ou bien encore de ne pas respecter la convention sur le commerce international des espèces de faune et de flore sauvages menacées d'extinction. La réglementation de leurs déplacements diffère selon les pays et il convient de se renseigner auprès des ambassades ou des services de douane.
En règle générale, pour voyager avec un animal de compagnie, il est prudent de s'assurer qu'il appartient à une espèce ou une race autorisée dans le pays de destination et de retour, être en possession de documents officiels valides attestant sa bonne santé au cours des mois précédents, voire de son identité et sa propriété. Les conditions de contention durant le transport sont également réglementées.
Sur le territoire français, sur la voie publique, les races de chiens présumés dangereux (1re et 2e catégories) doivent être tenus en laisse par une personne majeure et être muselés. Ils n’ont pas accès aux transports en commun et aux lieux publics. Les petits animaux (dans un sac ou une cage) ou les chiens guides d'aveugles ont accès aux transports et lieux publics selon certaines conditions.
En Europe, depuis le 1er octobre 2004, les carnivores domestiques (chiens, chats, furets…) doivent être munis d'un passeport pour pouvoir circuler à l'intérieur de l'Union européenne. Ce document est délivré par un vétérinaire habilité et nécessite, depuis 2011, que l'animal soit identifié par une puce électronique sous-cutanée. Les animaux doivent être vaccinés contre la rage. Certains pays (le Royaume-Uni, l'Irlande, la Suède) exigent en outre que leur niveau de protection contre la rage soit évalué par un test sérologique, de façon à vérifier l'efficacité réelle de la vaccination. Le défaut de passeport peut entraîner selon le cas le retour de l'animal aux frais du propriétaire, la mise en quarantaine, voire l'euthanasie. Hors de l'Union européenne, selon les pays de provenance ou de destination, un titrage sérique des anticorps antirabiques qui doit être fait au moins 3 mois avant le voyage.
En France, par exemple, seules certaines espèces sont considérées comme des animaux domestiques en droit français, et donc susceptibles d'accompagner un voyageur en bénéficiant d'une certaine tolérance, mais au-delà d'un nombre supérieur à 5 spécimens le service des douanes considère qu'il s'agit d'un mouvement à caractère commercial. Il faut aussi noter que l'importation de certains chiens d'attaque est interdite (Staffordshire bull terrier, american Staffordshire terrier, mastiff ou boerbull, tosa, molosses de type dogue correspondant à la description donnée en annexe de l'arrêté du 27 avril 1999) ainsi que l'introduction de carnivores domestiques de moins de 3 mois, pas encore vaccinés contre la rage. Pour tous les animaux, le passage préalable chez un vétérinaire pour obtenir une attestation de bonne santé est indispensable pour éviter la propagation des maladies et des parasites.

## Protection des animaux

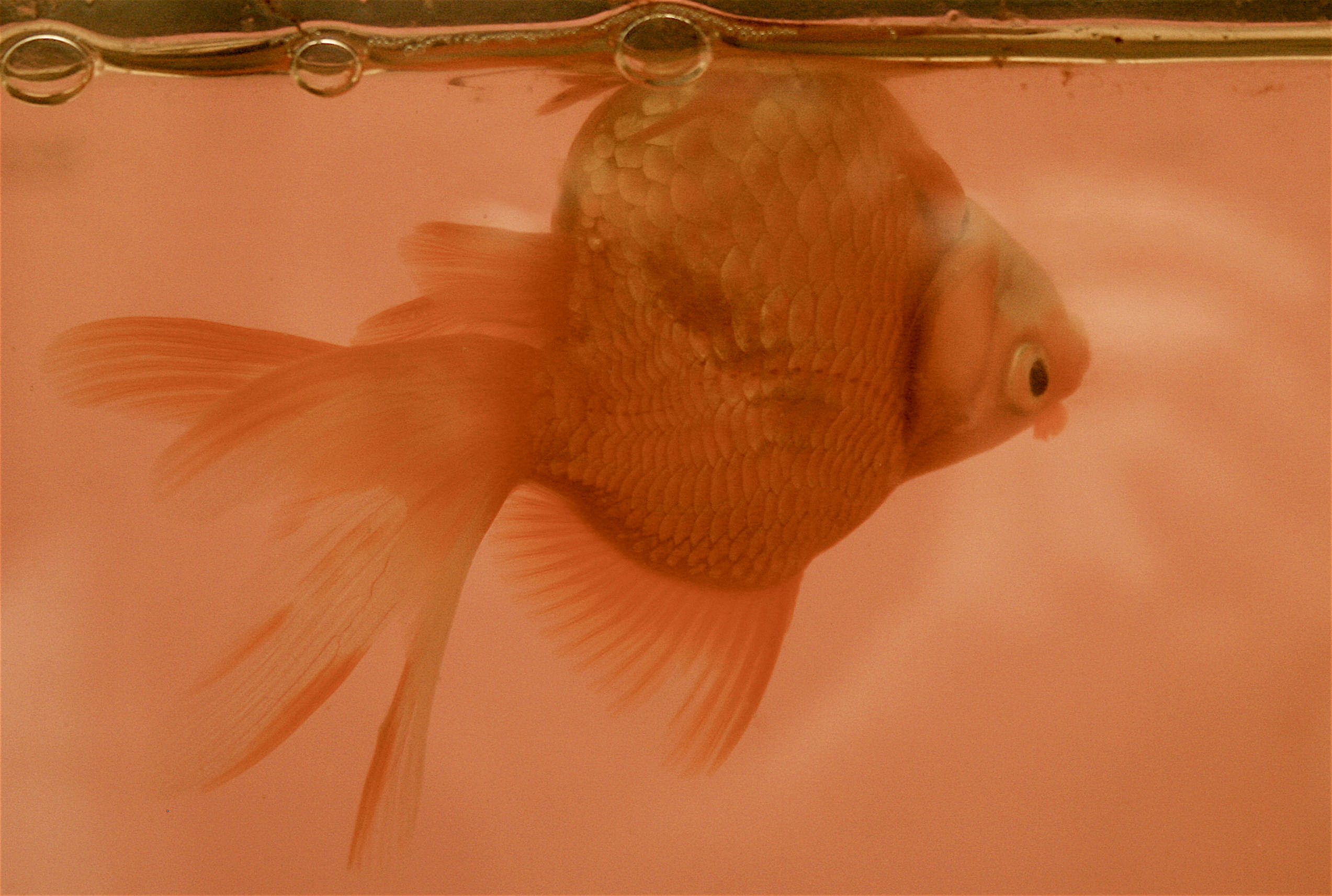
La longévité moyenne d'un poisson rouge est de moins de 3 mois dans un bocal, contre 30 ans dans une pièce d'eau.

Si l'animal de compagnie est un objet d'attachement, il reste un être qu'on abandonne trop facilement ou, pire, que l'on maltraite. Ce phénomène a entraîné en réaction des actions pour la protection des animaux.
Citons parmi les lois concernant les animaux de compagnie :

### En France
La première loi en faveur de la protection des animaux, la loi Grammont de 1850, prévoit une amende et même plusieurs jours de prison pour ceux qui maltraitent leurs animaux. La Société protectrice des animaux (SPA), fut reconnue d'utilité publique en 1860 par Napoléon III.
En 1976, l'animal acquiert un statut d'être sensible et doit être placé par son propriétaire dans des conditions compatibles avec les impératifs biologiques de son espèce. En 1978 est proclamée la Déclaration universelle des droits de l’animal à Paris, au siège de l’UNESCO.
Depuis 1977, il faut un certificat de capacité pour l'entretien d'animaux d'espèces non domestiques. Il existe 3 sortes de capacités non domestiques : élevage, vente/détention/transit, et présentation au public. La détention pour le plaisir de certaines espèces non domestiques est tolérée dans le cadre d'un élevage d'agrément, pour un nombre limité d'individus, s'il s'agit d'espèces ni dangereuses, ni protégées ou réglementées.
Le 13 novembre 1987, les États membres du Conseil de l'Europe signent, à Strasbourg, la Convention européenne pour la protection des animaux de compagnie. En 1989, la « loi Nallet » (du nom du ministre français de l'Agriculture) double le temps de garde avant euthanasie animale des animaux trouvés (on passe de 4 jours à 8 jours).
En 1999 est promulguée la loi relative aux animaux dangereux et errants et à la protection des animaux : les animaux errants sont moins maltraités, les conditions de vente et de détention sont plus réglementées, la cruauté est davantage punie et l'animal est distingué de l'objet au regard de la loi.
Depuis octobre 2000 l'exercice des activités liées aux animaux de compagnie nécessite aussi l'obtention par les personnes d'un certificat de capacité pour les animaux domestiques (CCAD).
Quelque 100 000 animaux sont abandonnés en France chaque année, majoritairement durant l'été.

### En Suisse
La loi fédérale du 4 octobre 2002 introduit un nouvel article 641a au Code civil, qui met fin au statut selon lequel les animaux sont des choses.
Voir aussi la Loi fédérale sur la protection des animaux (LPA) du 16 décembre 2005

## Rapport particulier des hommes aux animaux de compagnie

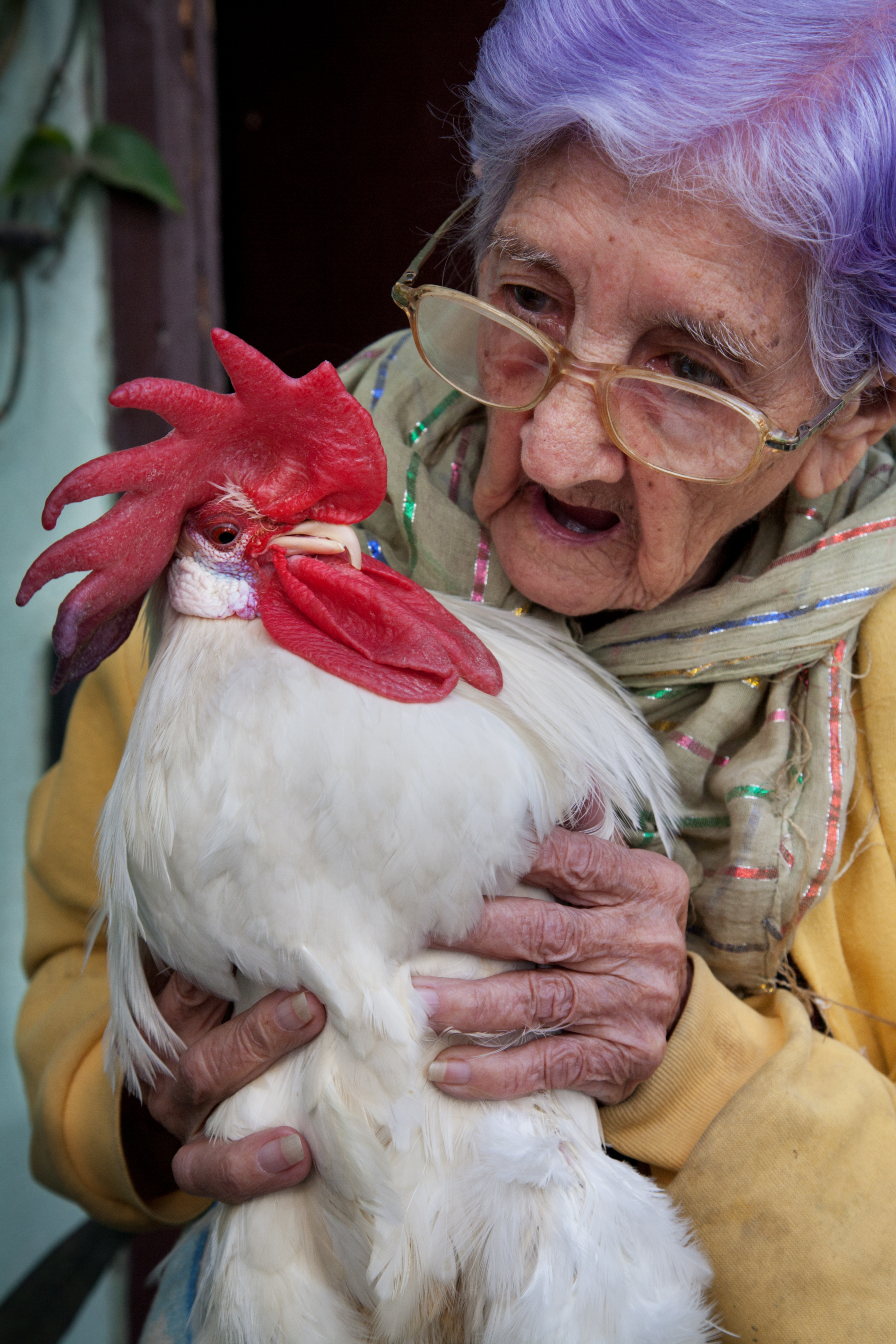
Femme cubaine avec son coq de compagnie.

Un chien affublé d’un manteau qu’on appelle « mon bébé », « mon fils », « ma fille », « ma fifille », pour qui l’on crée un profil sur les réseaux sociaux d’internet, voilà un schéma qui n'étonne pas dans la société occidentale.
Gilles Deleuze, dans son Abécédaire, distingue deux gammes de rapports avec les animaux : les rapports humains et les rapports animaux. Avec l’animal de compagnie l'homme entretient un rapport humain, il projette sa condition sur son compagnon. Au contraire le chasseur ou l'éthologue entretient un rapport animal, il incorpore la condition de l’animal pour mieux approcher le sauvage. L’animal de compagnie est un être sujet contrairement à l’animal d'élevage (ou militaire, de laboratoire) qui est considéré un animal-machine ou animal-objet.
Le premier rapport de l’être humain à l’animal est celui de la catégorisation. On détermine le bon soin à porter à l’animal de compagnie en invoquant les arguments de la biologie et de sa nature. Sa nature réifiée dans une catégorie biologique, devient une norme à défendre. Ce rapport est signe d’une domination humaine sur l’animal, en tant qu’être humain je sais ce qu’il y a de mieux pour l’Autre.
L'anthropomorphisme, au contraire, consiste à nier l’animalité. On attribue à l’animal de compagnie une conscience et des désirs humains. Par exemple avec les produits d’alimentation qui prennent une forme appétente pour les humains, des accessoires qui s’accordent avec l’habillement et les modes humaines.
Le syndrome de Noé (animal hoarding en anglais, est une maladie mentale qui consiste à posséder trop d'animaux de compagnie pour s'en occuper correctement.

### Le droit et les animaux de compagnie
Sujet qui fait débat, les droits concernant les animaux sont inscrits à la fois dans le Code civil, Code pénal et Code rural. Le statut particulier de l'animal de compagnie oppose radicalement son traitement à celui des animaux d’élevages ou sauvages. Dans le Code civil les lois protègent les animaux domestiques qui sont soumis au régime des biens. Dans le Code rural, l'animal est un être sensible qui doit être placé par son propriétaire dans des conditions compatibles avec les impératifs biologiques de son espèce. Selon le Code rural, dans le droit relatif aux animaux de compagnie, on entend par animal de compagnie tout animal détenu ou destiné à être détenu par l'homme pour son agrément. Le Code pénal sanctionne les sévices graves ou de nature sexuelle ainsi que tout acte de cruauté sur les animaux domestiques ou apprivoisés ou tenus en captivité.
Il existe une convention européenne pour la protection des animaux de compagnie.
L'abattage de 50 000 chiens en réponse à une épidémie de rage, dans la province chinoise du Yunnan, en juillet 2006, suscite une controverse.
Certains penseurs défendent l'idée qu'il serait nécessaire de créer un droit des animaux.

### Animaux de compagnie et rites funéraires
Contrairement aux animaux d’élevage, la norme pour les animaux de compagnie n'est pas l'équarrissage. L’homme a créé différentes pratiques de traitement du corps des animaux de compagnie. Lorsqu'un animal de compagnie meurt l’incinération par le vétérinaire est la voie la plus courante.

#### Dimension pratique et légale
On peut laisser la dépouille d’un animal chez un vétérinaire pour une incinération collective, coût entre 15 et 120€ selon le poids de l'animal. L'incinération individuelle doit être effectuée par une société d’incinération. Le coût pour l'enterrement dans un cimetière pour animaux en France comprend le prix du cercueil, de l'inhumation, du caveau et de la redevance annuelle, il s’élève souvent à plusieurs centaines voire milliers d'euros.
Selon l’article L.226-3 du Code rural il est interdit de déposer le corps d’un animal sur la voie publique ou de le jeter dans les ordures ménagères, ni de le jeter dans les égouts ou dans tout type de plan d'eau. Selon article R. 63-1 du Code pénal, l'amende s'élève à 150€ pour ceux qui ne suivent pas la loi. Il est légal d'enterrer un animal dans un espace privé si l'on suit les règles données par le Code rural.

#### Cimetières pour animaux

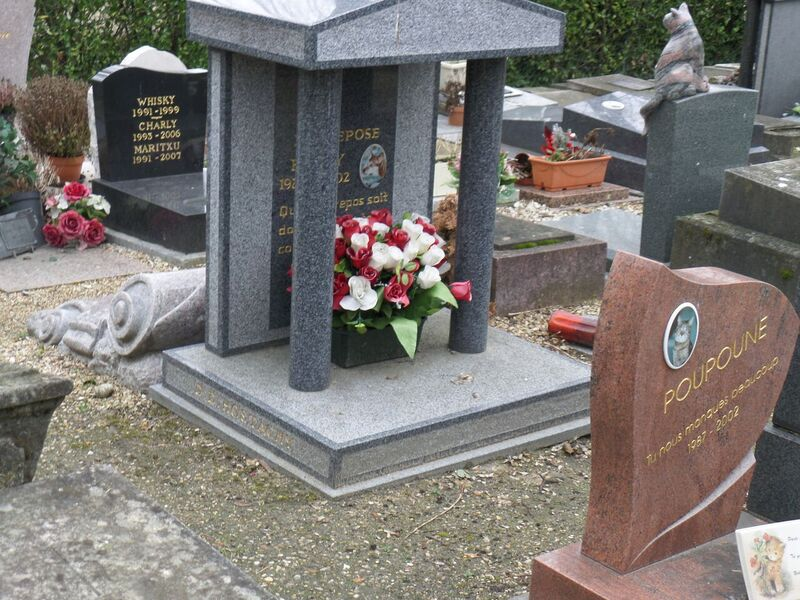
Cimetière des Chiens à Asnières-sur-Seine, accueillant en réalité de multiples espèces animales.

Il existe une quarantaine de cimetières animaliers en France. Le plus connu et le plus ancien est le cimetière des Chiens à Asnières-sur-Seine en région parisienne. Cette pratique est un bon exemple d'anthropomorphisme : cela permet à l’homme d’offrir à son chien, son chat, ou son lapin un hommage mimétique de la pratique pour les humains. Les pierres tombales, les épitaphes sont des imitations des cimetières humains. La cérémonie de mise en bière, les visites du lieu et les bouquets de fleurs posées sur les petites tombes des animaux sont des actions inspirées des pratiques d’enterrements humains.

##### Cimetières «virtuels» pour animaux
Espaces sur internet, sites internet, qui permettent aux propriétaires d'animaux de compagnie d’honorer la mémoire de leurs animaux décédés. Cette alternative au cimetière physique est la plupart du temps gratuite. Ils permettent aux propriétaires de visiter une tombe « virtuelle » de leur animal de compagnie, de publier des commentaires, des photos, de converser avec d'autres individus.

## Les animaux de compagnie dans la culture

### La représentation des animaux de compagnie sur les réseaux sociaux de l’internet
La présence des animaux de compagnie est importante sur les réseaux sociaux de l’internet. Il existe des groupes sur Facebook dédiés aux races de chiens, des profils Instagram (réseau de partage de photographies et images) qui présentent des animaux personnifiés, auxquels on prête souvent une voix et des comptes Twitter qui sont tenus de manière d'un jeu de rôle par le propriétaires, donnant l'illusion d'une communauté d’animaux discutant des humains entre eux. Ces réseaux permettent aux usagers de diffuser de l’information à propos des animaux de compagnie, mais aussi d'utiliser à des fins promotionnelles l'image de leur compagnon, souvent des chats, dont les représentations diffusées deviennent iconiques, comme Grumpy Cat ou Choupette.